# Lista de viscondes de Béarn

## Os Cêntulos
Cêntulo I (819-866)
Loup (866-905)
Cêntulo II (905-940)
Gastão I (940-984)
Cêntulo III o Velho (984-1004)
Gastão II (1004-1022)
Cêntulo IV (1022-1058), baixa regência de 1012 a 1022
Gastão III associado por seu pai Cêntulo IV, morto antes de 1045
Cêntulo V (1058-1090), filho de Gastão III
Gastão IV o Cruzado (1090-1131)
Cêntulo VI (1131-1134) - regência de sua mãe Talessa de Aragão

## Casa de Gabarret
Pedro II de Béarn e III de Gabarret (1134-1153), primogênito de Guiscarda, filha de Gastão IV, e Pedro II de Gabarret - regências primeiro de sua avó Talessa até a morte desta e depois de Guiscarda até 1147
Gastão V (1153-1170), filho mais velho de Pedro II - regências de Guiscarda (1153-1154) e de Romão Berenguer IV, conde de Barcelona (1154-1162)
Maria (1170-1171), filha caçula de Pedro II, casada em 1171 com Guilherme de Montcada, a quem passou legalmente o viscondado. Sem embargo os bearneses não aceitaram a Guilherme como visconde, revoltaram-se e entre 1171 e 1173 elegeram-na dos senhores como viscondessa.

## Casa de Montcada
Gastão VI (1173-1214), filho dos anteriores - regência de Pelegrino de Castellarzuelo (ao menos até 1177, quiçá até 1187)
Guilherme I (1214-1224)
Guilherme II (1224-1229)
Gastão VII (1229-1290)

## Casa de Foix-Bearn
A partir de 1290 o viscondado de Béarn passa a formar parte do patrimônio dos condes de Foix. Nos nomes o numeral de Foix é prioritário frente ao de Béarn.
Margarida de Montcada e Roger Bernardo III de Foix (1290-1302)
Gastão I de Foix e VIII de Béarn (1302-1315)
Gastão II de Foix e IX de Béarn "o Paladino" (1315-1343)
Gastão III de Foix e X de Béarn "Febus" (1343-1391)
Mateus I de Foix-Castelbo (1391-1398), sobrinho do anterior

## Casa de Grailly
Isabel de Foix-Castelbo, (1398-1412) filha do anterior; associou ao governo a seu esposo Arquimbaldo I de Grailly
João I de Foix e de Béarn (1412-1436)
Gastão IV de Foix e XI de Béarn (1436-1472)

## Reis de Navarra
Francisco I de Foix "Phebus" (1472-1483)
Catarina de Foix(1483-1517), casada com João III de Albret (1484-1516)
Henrique II de Navarra e I de Béarn (1517-1555)
Joana III de Navarra e I de Béarn (1555-1572)
Henrique IV da França, III de Navarra e II de Béarn (1572-1610)
Luís XIII da França, II de Navarra e I de Béarn (1610-1620)
1620 : União à Coroa da França
Nota : esta lista pode conter erros